# Neolophonotus variabilis
Neolophonotus variabilis är en tvåvingeart som beskrevs av Jason Gilbert Hayden Londt 1986. Neolophonotus variabilis ingår i släktet Neolophonotus och familjen rovflugor. Inga underarter finns listade i Catalogue of Life.